# Paul Du Bois-Reymond

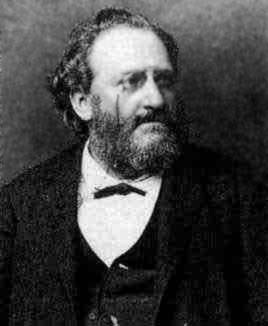
Paul Du Bois-Reymond

Paul Du Bois-Reymond (ur. 2 grudnia 1831 w Berlinie, zm. 7 kwietnia 1889 we Fryburgu Bryzgowijskim) – niemiecki matematyk, profesor we Fryburgu, Tybindzie i Berlinie. 

## Życiorys
Jego rodzice, Felix i Minette du Bois-Reymond, byli religijnymi pietystami. Felix pochodził z Neuchâtel, ale w 1804 przeniósł się do Berlina gdzie pracował jako nauczyciel. Rodzina miała piątkę dzieci, a językiem używanym w domu był francuski. Z tego powodu biegle władał zarówno francuskim jak i niemieckim.
Uczył się w College'u w Neuchâtel, gimnazjum w Naumburg (Saale) a od 1853 studiował medycynę na Uniwersytecie w Zurychu. Wkrótce jego zainteresowania przesunęły się w kierunku fizyki matematycznej i matematyki.
Doktoryzował się w 1859 na Uniwersytecie Berlińskim w oparciu o rozprawę De aequilibrio fluidorum (promotorem był Ernst Kummer). Po obronie uczył w szkole średniej w Berlinie. Od 1865 zatrudniony na Uniwersytecie w Heidelbergu, po czterech latach przeniósł się na Uniwersytet we Fryburgu (1870–1874) a potem przez dziesięć lat wykładał na uniwersytecie w Tybindzie. Następnie był profesorem Technische Hochschule Charlottenberg w Berlinie.
Zajmował się głównie analizą, zwłaszcza równaniami cząstkowymi, równaniami całkowymi, rachunkiem wariacyjnym i szeregami Fouriera.

## Osiągnięcia
- Podał przykład funkcji ciągłej, której szereg Fouriera jest rozbieżny na gęstym zbiorze punktów (1873).
- Opublikował przykład funkcji ciągłej nigdzie nie różniczkowalnej (w 1875; pierwszy przykład takiej funkcji został odkryty trzy lata wcześniej przez Karla Weierstrassa).
- Odkrył argument przekątniowy[1], rozwinięty wkrótce później przez Georga Cantora (nie wiadomo jednak czy Cantor opierał swoje wyniki na badaniach Du Bois-Reymonda).

## Życie prywatne
Brat lekarza i fizjologa Emila du Bois-Reymonda.